# Jacqueline Dufranne
Pour les articles homonymes, voir Dufranne.
Jacqueline Dufranne est une actrice française née le 9 janvier 1915 à Chatou (Yvelines), morte le 16 mars 2011 à Paris 15e.

## Filmographie sélective
- 1940 : L'Héritier des Mondésir d'Albert Valentin : non créditée au générique
- 1967 : Les Cinq Dernières Minutes, épisode Un mort sur le carreau de Roland-Bernard (série tv) : la directrice du collège
- 1968 : La Maison des autres de Jean Archimbaud (téléfilm) :
- 1970 : La Maison des bois de Maurice Pialat (mini série tv) : Maman Jeanne
- 1971 : Max et les Ferrailleurs de Claude Sautet : la concierge
- 1972 : Les Boussardel de René Lucot (mini série tv) :
- 1974 : Mes petites amoureuses de Jean Eustache : la grand-mère
- 1974 : Vincent, François, Paul... et les autres de Claude Sautet : la mère de Marie
- 1975 : Les Mohicans de Paris de Bernard Borderie (série tv) : Duguiguy
- 1979 : Pourquoi Patricia ? de Guy Jorré (téléfilm) : Madame Folco
- 1980 : Loulou de Maurice Pialat : Mémère
- 1980 : Tous vedettes ! de Michel Lang : la professeure d'opérette et de diction
- 1981 : Plein sud de Luc Béraud : la mère de Nicole
- 1982 : Le Cadeau de Michel Lang
- 1985 : À nous les garçons de Michel Lang
- 1990 : Tatie Danielle d’Étienne Chatiliez : Madame Ladurie
- 1992 : Le Fils d'un autre de Michel Lang (téléfilm) : la gardienne d'immeuble
- 2008 : Aide-toi, le ciel t'aidera de François Dupeyron : Lise

## Théâtre
- 1937 : Sixième Étage d'Alfred Gehri, mise en scène André Moreau, Théâtre des Arts
- 1948 : Tartuffe de Molière, mise en scène André Clavé, Centre dramatique de l'Est Colmar
- L'actrice a également participé dans le rôle de Dorine à une enregistrement audio du Tartuffe , paru en disque, avec des membres de la Comédie Française.
- 1962 : L'Amant complaisant de Graham Greene, mise en scène Daniel Leveugle, Comédie des Champs-Élysées

## Radio
Jacqueline Dufranne présenta notamment sur France Musique le dimanche matin l'émission « Concert Promenade » d'Adolphe Sibert.